# Oncholaimium fucum
Oncholaimium fucum is een rondwormensoort uit de familie van de Oncholaimidae. De wetenschappelijke naam van de soort is voor het eerst geldig gepubliceerd in 1991 door Smolyanko & Belogurov.